# Dietrich Geyer
Dietrich Geyer (* 14. Dezember 1928 in Cossengrün; † 19. Oktober 2023 in Tübingen) war ein deutscher Neuzeithistoriker und Professor an der Universität Tübingen.

## Leben
Dietrich Geyer wurde als Sohn eines Lehrers geboren und wuchs in Greiz auf. Von 1942 bis 1944 war er Schüler der Napola Naumburg, danach Luftwaffenhelfer, im Reichsarbeitsdienst und für kurze Zeit Soldat. 1947 machte er in Greiz das Abitur und nahm ein Studium der Slawistik, Germanistik und Kunstgeschichte an der Universität Rostock auf. 1949 wechselte er an die Universität Göttingen, wo er 1952 bei Maximilian Braun promoviert wurde. 1952 bis 1954 arbeitete er in der Redaktion des Osteuropa-Handbuchs in Göttingen, von 1954 bis 1960 als Assistent am Institut für Osteuropäische Geschichte und Landeskunde der Universität Tübingen.

Im Jahr 1960 habilitierte er sich in Tübingen mit einer Arbeit über die Rolle Lenins in der russischen Sozialdemokratie und war 1961/1962 Leiter des Presseamts der Universität. Als ordentlicher Professor für Osteuropäische Geschichte wurde er 1962 an die Johann-Wolfgang-Goethe-Universität Frankfurt am Main berufen. 1965 ging er nach Tübingen zurück und wurde dort Lehrstuhlinhaber und Direktor des Instituts für Osteuropäische Geschichte und Landeskunde. Ab 1982 war er ordentliches Mitglied der Heidelberger Akademie der Wissenschaften, 1994 wurde er emeritiert.
Zu Geyers Forschungsschwerpunkten gehörten die Geschichte der russischen Sozialdemokratie und ihrer Beziehungen zur deutschen Arbeiterbewegung, die Sozial- und Politikgeschichte des späten Zarenreiches sowie die Geschichte der russischen Revolutionen. Ein weiterer Schwerpunkt war die Geschichte der Psychiatrie.
Jörg Baberowski widmete ihm 2015 sein Buch Räume der Gewalt.

## Schriften (Auswahl)
- Das russische Imperium. Von den Romanows bis zum Ende der Sowjetunion. De Gruyter, Berlin 2020, ISBN 978-3-11-066499-7.
- Trübsinn und Raserei. Die Anfänge der Psychiatrie in Deutschland. Beck, München 2014, ISBN 978-3-406-66790-9.
- Reußenkrone, Hakenkreuz und Roter Stern. Ein autobiographischer Bericht. Vandenhoeck & Ruprecht, Göttingen 1999, ISBN 3-525-36243-9.
- Kautskys russisches Dossier. Deutsche Sozialdemokraten als Treuhänder des russischen Parteivermögens 1910–1915 (= Quellen und Studien zur Sozialgeschichte. Band 2). Campus-Verlag, Frankfurt am Main 1981, ISBN 3-593-32919-0.
- Der russische Imperialismus. Studien über den Zusammenhang von innerer und auswärtiger Politik 1860–1914 (= Kritische Studien zur Geschichtswissenschaft. Band 27). Vandenhoeck & Ruprecht, Göttingen 1977, ISBN 3-525-35980-2.
- Die russische Revolution. Historische Probleme und Perspektiven. Kohlhammer, Stuttgart 1968.
- Lenin in der russischen Sozialdemokratie. Die Arbeiterbewegung im Zarenreich als Organisationsproblem der revolutionären Intelligenz, 1890–1903 (= Beiträge zur Geschichte Osteuropas. Band 3). Böhlau Verlag, Köln u. a. 1962.